# Гамалиевская улица
Гамалиевская улица (до 2022 года — улица Александра Бестужева) (укр. Гамаліївська ву́лиця) — улица в Подольском районе города Киева, местности Ветряные горы и посёлок Шевченко. Пролегает от улицы Байды-Вишневецкого (Осиповского) до улицы Косенко.
Примыкают переулок Кузьмы Скрябина (Александра Бестужева), улицы Лысянская, Светлицкого Золочевская, Каневская, Мусы Джалиля, Верещагина.

## История
Улица возникла в 1950-х годах под названием 719-я Новая. В середине 1950-х годов получила название улица Бестужева, в честь русского писателя и декабриста Александра Бестужева. Название было уточнено улица Александра Бестужева — с 1974 года.
В процессе дерусификации городских объектов, 8 сентября 2022 года улица получила современное название.

## Застройка
Улица пролегает в северо-западном направлении.
Застройка улиц представлена частным сектором. Также есть два 9-этажных и один 5-этажный дома.
На частном доме № 4/12 установлено гранитную доску в честь Александра Бестужева.
Учрежденияː
- отделение социальной помощи Подольского района «Вітряні гори» (дом № 32)